# 熊谷本碩
熊谷 本碩（くまがい ほんせき、生没年不詳）は、江戸時代の囲碁棋士。武州熊谷出身。本因坊道策門下の五弟子と称される一人。上手格。23歳で夭逝と伝えられる。
経歴については伝わっていない。五弟子の中では末弟で、道策とは元禄10年に8局と、弟子の中ではもっとも多く棋譜が遺されており、3勝4敗1ジゴ。堅実で大局観に明るい棋風。
道策と本碩は元禄10年（1697年）8月12日には1日2局があり、その1局目。棋譜8局のうち7局が16手目まで本局と同一であり、研究碁の相手であったとも言われる。また白8の手では一路右に立つのがよいと道策は弟子には教えていたとされる。（白1目勝）